# Manoir de Lenvos
Le manoir de Lenvos est un ancien édifice situé à Cléguérec en France.

## Localisation
Le manoir était situé sur le territoire de la commune de Cléguérec, au lieu-dit Lenvos, dans le département du Morbihan en région Bretagne.

## Description
Manoir dans une cour fermée, plan en équerre, tour d'escalier antérieure, c'est un édifice à deux étages carrés. Escalier hors-œuvre ; escalier à vis sans jour.

## Historique
Manoir attesté en 1400. Le logis date de la limite des XVe et XVIe siècles détruit par incendie vers 1970. La chapelle, le colombier et le four ont disparu, les parties agricoles portent les armes des Charpentier seigneurs de Lenvos en 1660.
Il est inscrit à l'inventaire général du patrimoine culturel en 1986.